# Ліга чемпіонів УЄФА 2024—2025
Ліга чемпіонів УЄФА 2024—2025 — 70-й сезон найпрестижнішого клубного турніру під егідою УЄФА та 33-й з моменту перейменування Кубку європейських чемпіонів на Лігу чемпіонів УЄФА.
Фінал відбувся 31 травня 2025 року на стадіоні Альянц-Арена у Мюнхені (Німеччина). Переможець Ліги чемпіонів УЄФА 2024—25 автоматично потрапляє до етапу ліги Ліги чемпіонів 2025—26, а також зіграє з переможцем Ліги Європи УЄФА 2024—25 за Суперкубок УЄФА 2025.

## Розподіл асоціацій
У Лізі чемпіонів УЄФА 2024—25 беруть участь 81 команда з 53 асоціацій–членів УЄФА (за виключенням Ліхтенштейну, які не проводять національний чемпіонат, та Росії, яка виключена із змагань). Для визначення кількості команд‑учасників від кожної з асоціацій використовується рейтинг асоціацій УЄФА:
- Асоціації 1–5 мають по чотири команди.
- Асоціація 6 має три команди.
- Асоціації 7–15 мають по дві команди.
- Асоціації 16–55 (окрім Ліхтенштейну та Росії) мають по одній команді.
- Переможці Ліги чемпіонів УЄФА 2023—24 та Ліги Європи УЄФА 2023—24 отримують по путівці кожен, якщо не кваліфікуються до Ліги чемпіонів 2024—25 через національний чемпіонат.
- Дві асоціації, які посіли перші дві позиції у рейтингу коефіцієнтів асоціацій за сезон 2023—2024, отримують додаткову путівку в етап ліги. Переможці Ліги чемпіонів та Ліги Європи не можуть зайняти ці путівки.

### Рейтинг асоціацій
Для Ліги чемпіонів УЄФА 2024—25 використовуються місця асоціацій у рейтинг асоціацій УЄФА 2023, який враховує результати країн у європейських клубних змаганнях з сезону 2018–19 по 2022–23.
Команди, які потрапили до Ліги чемпіонів іншим шляхом, відмічені таким чином:
- (ЛЧ) — Додаткова путівка для переможця попередньої Ліги чемпіонів УЄФА
- (ЛЄ) — Додаткова путівка для переможця попередньої Ліги Європи УЄФА
- (ДМ) — Додаткове місце для асоціацій, які посіли перші дві позиції у рейтингу коефіцієнтів асоціацій за сезон 2023—2024

| №  | Асоціація  | Коеф.   | Команди | Примітки |
| -- | ---------- | ------- | ------- | -------- |
| 1  | Англія     | 109.570 | 4       |          |
| 2  | Іспанія    | 92.998  | 4       |          |
| 3  | Німеччина  | 82.481  | 4       | +1 (ДМ)  |
| 4  | Італія     | 81.926  | 4       | +1 (ДМ)  |
| 5  | Франція    | 61.164  | 4       |          |
| 6  | Нідерланди | 59.900  | 3       |          |
| 7  | Португалія | 56.216  | 2       |          |
| 8  | Бельгія    | 42.200  | 2       |          |
| 9  | Шотландія  | 36.400  | 2       |          |
| 10 | Австрія    | 34.000  | 2       |          |
| 11 | Сербія     | 32.375  | 2       |          |
| 12 | Туреччина  | 32.100  | 2       |          |
| 13 | Швейцарія  | 31.675  | 2       |          |
| 14 | Україна    | 29.500  | 2       |          |
| 15 | Чехія      | 29.050  | 2       |          |
| 16 | Норвегія   | 29.000  | 1       |          |
| 17 | Данія      | 27.825  | 1       |          |
| 18 | Росія      | 26.215  | 0       | [ a ]    |
| 19 | Хорватія   | 25.400  | 1       |          |

| №  | Асоціація   | Коеф.  | Команди | Примітки |
| -- | ----------- | ------ | ------- | -------- |
| 20 | Греція      | 25.225 | 1       |          |
| 21 | Ізраїль     | 25.000 | 1       |          |
| 22 | Кіпр        | 24.475 | 1       |          |
| 23 | Швеція      | 23.750 | 1       |          |
| 24 | Польща      | 20.750 | 1       |          |
| 25 | Угорщина    | 20.625 | 1       |          |
| 26 | Румунія     | 20.500 | 1       |          |
| 27 | Болгарія    | 20.000 | 1       |          |
| 28 | Словаччина  | 19.750 | 1       |          |
| 29 | Азербайджан | 16.625 | 1       |          |
| 30 | Казахстан   | 12.625 | 1       |          |
| 31 | Словенія    | 12.500 | 1       |          |
| 32 | Молдова     | 12.250 | 1       |          |
| 33 | Косово      | 11.041 | 1       |          |
| 34 | Ліхтенштейн | 11.000 | 0       | [ b ]    |
| 35 | Латвія      | 10.625 | 1       |          |
| 36 | Ірландія    | 10.375 | 1       |          |
| 37 | Фінляндія   | 10.200 | 1       |          |
| 38 | Литва       | 10.000 | 1       |          |

| №  | Асоціація            | Коеф. | Команди | Примітки |
| -- | -------------------- | ----- | ------- | -------- |
| 39 | Вірменія             | 9.875 | 1       |          |
| 40 | Білорусь             | 9.875 | 1       |          |
| 41 | Боснія і Герцеговина | 9.750 | 1       |          |
| 42 | Люксембург           | 9.000 | 1       |          |
| 43 | Фарерські острови    | 8.750 | 1       |          |
| 44 | Північна Ірландія    | 8.583 | 1       |          |
| 45 | Мальта               | 8.250 | 1       |          |
| 46 | Грузія               | 8.000 | 1       |          |
| 47 | Естонія              | 7.582 | 1       |          |
| 48 | Ісландія             | 7.250 | 1       |          |
| 49 | Албанія              | 6.250 | 1       |          |
| 50 | Уельс                | 6.166 | 1       |          |
| 51 | Гібралтар            | 5.791 | 1       |          |
| 52 | Македонія            | 5.500 | 1       |          |
| 53 | Андорра              | 5.165 | 1       |          |
| 54 | Чорногорія           | 4.750 | 1       |          |
| 55 | Сан-Марино           | 1.999 | 1       |          |

Примітки
1. ↑  Росія: 28 лютого 2022 року російські футбольні клуби та національні футбольні збірні Росії були усунені від турнірів ФІФА та УЄФА. За участю у кожному конкретному сезоні та турнірі приймається окреме рішення. Сітка учасників складена з урахуванням усунення російських клубів на сезон 2024—25.[3][4].
2. ↑  Ліхтенштейн: Сім клубів, контрольованих Ліхтенштейнським футбольним союзом, виступають у системі футбольних ліг Швейцарії. Ліхтенштейнський футбольний союз проводить тільки Кубок Ліхтенштейну з футболу, переможець якого кваліфікується до Ліги конференцій УЄФА.

### Розподіл за раундами
|                                          |                                          | Команди, що починають з цього раунду | Команди, що проходять з попереднього раунду                                                    |
| ---------------------------------------- | ---------------------------------------- | --- | ---------------------------------------------------------------------------------------------- |
| Перший кваліфікаційний раунд (28 команд) | Перший кваліфікаційний раунд (28 команд) | - 28 чемпіонів з асоціацій 26–28 та 30–55 (окрім Ліхтенштейну) |                                                                                                |
| Другий кваліфікаційний раунд (28 команд) | Шлях чемпіонів (24 команди)              | - 8 чемпіонів з асоціацій 15–18 та 20–24 (окрім Росії) - 2 чемпіони з асоціацій 25 та 29 (як клуби із найбільшим клубним коефіціентом, які початково кваліфікувалися в перший кваліфікаційний раунд) | - 14 переможців першого кваліфікаційного раунду                                                |
| Другий кваліфікаційний раунд (28 команд) | Шлях нечемпіонів (4 команди)             | - 4 клуби, що посіли другі місця в чемпіонатах асоціацій 11–14 |                                                                                                |
| Третій кваліфікаційний раунд (20 команд) | Шлях чемпіонів (12 команд)               | | - 12 переможців другого кваліфікаційного раунду (шлях чемпіонів)                               |
| Третій кваліфікаційний раунд (20 команд) | Шлях нечемпіонів (8 команд)              | - 2 клуби, що посіли другі місця в чемпіонатах асоціацій 8–9 - 1 клуб, що посів третє місце в чемпіонаті асоціації 6 - 1 клуб, що посів четверте місце в чемпіонаті асоціації 5 - 2 клуби, що посіли другі місця в чемпіонатах асоціацій 10 та 15 (як клуби із найбільшим клубним коефіціентом, які початково кваліфікувалися в другий кваліфікаційний раунд шляху нечемпіонів) | - 2 переможця другого кваліфікаційного раунду (шлях нечемпіонів)                               |
| Раунд плей-оф (14 команд)                | Шлях чемпіонів (10 команд)               | - 3 чемпіони з асоціацій 11–13 - 1 чемпіон з асоціації 19 (як клуб із найбільшим клубним коефіціентом, який початково кваліфікувався в другий кваліфікаційний раунд шляху чемпіонів) | - 6 переможців третього кваліфікаційного раунду (шлях чемпіонів)                               |
| Раунд плей-оф (14 команд)                | Шлях нечемпіонів (4 команди)             | | - 4 переможці третього кваліфікаційного раунду (шлях нечемпіонів)                              |
| Етап ліги (36 команд)                    | Етап ліги (36 команд)                    | - 10 чемпіонів з асоціацій 1–10 - 6 клубів, що посіли другі місця в чемпіонатах асоціацій 1–6 - 5 клубів, що посіли треті місця в чемпіонатах асоціацій 1–5 - 4 клуби, що посіли четверті місця в чемпіонатах асоціацій 1–4 - 1 чемпіон з асоціації 14 (як клуб із найбільшим клубним коефіціентом, який початково кваліфікувався в раунд плей-оф шляху чемпіонів) - 1 клуб, що посів друге місце в чемпіонаті асоціації 7 (як клуб із найбільшим клубним коефіціентом, який початково кваліфікувався в третій кваліфікаційний раунд шляху нечемпіонів) - додаткова путівка для кожної з двох асоціацій (Італія та Німеччина), що здобули найвищі коефіцієнти в попередньому сезоні | - 5 переможців раунду плей-оф (шлях чемпіонів) - 2 переможця раунду плей-оф (шлях нечемпіонів) |
| Стикові матчі (16 команд)                | Стикові матчі (16 команд)                | | - 16 команд, які посіли 9-24 місця в етапі ліги                                                |
| 1/8 фіналу (16 команд)                   | 1/8 фіналу (16 команд)                   | | - 8 команд, які посіли 1-8 місця в етапі ліги - 8 переможців стикових матчів                   |

У зв'язку з виключенням клубів із Росії, відбулися такі зміни:
- Чемпіони з асоціацій 23 (Швеція) та 24 (Польща) потрапляють до другого кваліфікаційного раунду шляху чемпіонів замість першого кваліфікаційного раунду.

Переможець попереднього сезону Ліги Європи (Аталанта) кваліфікувався до Ліги чемпіонів через національний чемпіонат, тому відбулися такі зміни:
- Бенфіка (як клуб із найбільшим клубним коефіцієнтом, який кваліфікувався в будь-який з кваліфікаційних раундів або раунд плей-оф) потрапляє до етапу ліги замість третього кваліфікаційного раунду шляху нечемпіонів.
- Славія та Ред Булл (як клуби з найбільшим клубним коефіцієнтом, які кваліфікувалися в другий кваліфікаційний раунд шляху нечемпіонів) потрапляють до третього кваліфікаційного раунду замість другого кваліфікаційного раунду.

Переможець попереднього сезону Ліги чемпіонів (Реал Мадрид) кваліфікувався до Ліги чемпіонів через національний чемпіонат, тому відбулися такі зміни:
- Шахтар (як клуб із найбільшим клубним коефіцієнтом, який кваліфікувався в будь-який з кваліфікаційних раундів або раунд плей-оф шляху чемпіонів) потрапляє до етапу ліги замість раунду плей-оф шляху чемпіонів.
- Динамо (Загреб) (як клуб із найбільшим клубним коефіцієнтом, який кваліфікувався в другий кваліфікаційний раунд шляху чемпіонів) потрапляє до раунду плей-оф шляху чемпіонів замість другого кваліфікаційного раунду.
- Ференцварош та Карабах (як клуби із найбільшим клубним коефіцієнтом, які кваліфікувалися в перший кваліфікаційний раунд) потрапляють до другого кваліфікаційного раунду замість першого кваліфікаційного раунду.

### Команди
Примітки в дужках пояснюють, як команда потрапила у свій початковий етап:
- ЛЧ: переможець попереднього розіграшу Ліги чемпіонів УЄФА
- ЛЄ: переможець попереднього розіграшу Ліги Європи УЄФА
- ДМ: додаткові місця для асоціацій, які посіли перші дві позиції у рейтингу коефіцієнтів асоціацій за сезон 2023-2024
- 1-е, 2-е, 3-є тощо: місце в попередньому сезоні національного чемпіонату

Другий, третій кваліфікаційні раунди та раунд плей-оф розділяється на шлях чемпіонів (ШЧ) та шлях нечемпіонів (ШН).
| Стартовий раунд              | Стартовий раунд       | Команди                   | Команди                     | Команди                 | Команди         |  |
| ---------------------------- | --------------------- | ------------------------- | --------------------------- | ----------------------- | --------------- |  |
| Етап ліги                    | Етап ліги             | Реал Мадрид (1-е)ЛЧ       | Аталанта (4-е)ЛЄ            | Манчестер Сіті (1-е)    | Арсенал (2-е)   |  |
| Етап ліги                    | Етап ліги             | Ліверпуль (3-є)           | Астон Вілла (4-е)           | Барселона (2-е)         | Жирона (3-є)    |  |
| Етап ліги                    | Етап ліги             | Атлетіко (Мадрид) (4-е)   | Баєр 04 (1-е)               | Штутгарт (2-е)          | Баварія (3-є)   |  |
| Етап ліги                    | Етап ліги             | РБ Лейпциг (4-е)          | Боруссія (Дортмунд) (5-е)ДМ | Інтер (1-е)             | Мілан (2-е)     |  |
| Етап ліги                    | Етап ліги             | Ювентус (3-є)             | Болонья (5-е)ДМ             | Парі Сен-Жермен (1-е)   | Монако (2-е)    |  |
| Етап ліги                    | Етап ліги             | Брест (3-є)               | ПСВ (1-е)                   | Феєнорд (2-е)           | Спортінг (1-е)  |  |
| Етап ліги                    | Етап ліги             | Бенфіка (2-е)             | Брюгге (1-е)                | Селтік (1-е)            | Штурм (1-е)     |  |
| Етап ліги                    | Етап ліги             | Шахтар (1-е)              |                             |                         |                 |  |
|                              |                       |                           |                             |                         |                 |  |
| Раунд плей-оф                | ШЧ                    | Црвена Звезда (1-е)       | Галатасарай (1-е)           | Янг Бойз (1-е)          | Динамо (1-е)    |  |
|                              |                       |                           |                             |                         |                 |  |
| Третій кваліфікаційний раунд | ШН                    | Лілль (4-е)               | Твенте (3-є)                | Юніон Сент-Жилуаз (2-е) | Рейнджерс (2-е) |  |
| Третій кваліфікаційний раунд | ШН                    | Ред Булл (2-е)            | Славія (2-е)                |                         |                 |  |
|                              |                       |                           |                             |                         |                 |  |
| Другий кваліфікаційний раунд | ШЧ                    | Спарта (1-е)              | Буде-Глімт (1-е)            | Мідтьюлланн (1-е)       | ПАОК (1-е)      |  |
| Другий кваліфікаційний раунд | ШЧ                    | Маккабі (Тель-Авів) (1-е) | АПОЕЛ (1-е)                 | Мальме (1-е)            | Ягеллонія (1-е) |  |
| Другий кваліфікаційний раунд | ШЧ                    | Ференцварош (1-е)         | Карабах (1-е)               |                         |                 |  |
| Другий кваліфікаційний раунд | ШН                    | Партизан (2-е)            | Фенербахче (2-е)            | Лугано (2-е)            | Динамо (2-е)    |  |
|                              |                       |                           |                             |                         |                 |  |
| Перший кваліфікаційний раунд |                       |                           |                             |                         |                 |  |
| ШЧ                           | ФКСБ (1-е)            | Лудогорець (1-е)          | Слован (1-е)                | Ордабаси (1-е)          |                 |  |
| ШЧ                           | Целє (1-е)            | Петрокуб (1-е)            | Балкані (1-е)               | РФШ (1-е)               |                 |  |
| ШЧ                           | Шемрок Роверс (1-е)   | ГІК (1-е)                 | Паневежис (1-е)             | Пюнік (1-е)             |                 |  |
| ШЧ                           | Динамо (Мінськ) (1-е) | Борац (1-е)               | Дифферданж 03 (1-е)         | Клаксвік (1-е)          |                 |  |
| ШЧ                           | Ларн (1-е)            | Хамрун Спартанс (1-е)     | Динамо (Батумі) (1-е)       | Флора (1-е)             |                 |  |
| ШЧ                           | Вікінгур (1-е)        | Егнатія (1-е)             | Нью-Сейнтс (1-е)            | Лінкольн Ред Імпс (1-е) |                 |  |
| ШЧ                           | Струга (1-е)          | Уніо Еспортива (1-е)      | Дечич (1-е)                 | Віртус (1-е)            |                 |  |

## Розклад матчів і жеребкувань
| Етап         | Раунд                        | Дата жеребкування | Перші матчі                           | Матчі-відповіді                       |
| ------------ | ---------------------------- | ----------------- | ------------------------------------- | ------------------------------------- |
| Кваліфікація | Перший кваліфікаційний раунд | 18 червня 2024    | 9–10 липня 2024                       | 16–17 липня 2024                      |
| Кваліфікація | Другий кваліфікаційний раунд | 19 червня 2024    | 23–24 липня 2024                      | 30–31 липня 2024                      |
| Кваліфікація | Третій кваліфікаційний раунд | 22 липня 2024     | 6–7 серпня 2024                       | 13 серпня 2024                        |
| Плей-оф      | Раунд плей-оф                | 5 серпня 2024     | 20–21 серпня 2024                     | 27–28 серпня 2024                     |
| Етап ліги    | Тур 1                        | 29 серпня 2024    | 17–19 вересня 2024                    | 17–19 вересня 2024                    |
| Етап ліги    | Тур 2                        | 29 серпня 2024    | 1–2 жовтня 2024                       | 1–2 жовтня 2024                       |
| Етап ліги    | Тур 3                        | 29 серпня 2024    | 22–23 жовтня 2024                     | 22–23 жовтня 2024                     |
| Етап ліги    | Тур 4                        | 29 серпня 2024    | 5–6 листопада 2024                    | 5–6 листопада 2024                    |
| Етап ліги    | Тур 5                        | 29 серпня 2024    | 26–27 листопада 2024                  | 26–27 листопада 2024                  |
| Етап ліги    | Тур 6                        | 29 серпня 2024    | 10–11 грудня 2024                     | 10–11 грудня 2024                     |
| Етап ліги    | Тур 7                        | 29 серпня 2024    | 21–22 січня 2025                      | 21–22 січня 2025                      |
| Етап ліги    | Тур 8                        | 29 серпня 2024    | 29 січня 2025                         | 29 січня 2025                         |
| Плей-оф      | Стикові матчі                | 31 січня 2025     | 11–12 лютого 2025                     | 18–19 лютого 2025                     |
| Плей-оф      | 1/8 фіналу                   | 21 лютого 2025    | 4–5 березня 2025                      | 11–12 березня 2025                    |
| Плей-оф      | 1/4 фіналу                   | 21 лютого 2025    | 8–9 квітня 2025                       | 15–16 квітня 2025                     |
| Плей-оф      | 1/2 фіналу                   | 21 лютого 2025    | 29–30 квітня 2025                     | 6–7 травня 2025                       |
| Плей-оф      | Фінал                        | 21 лютого 2025    | 31 травня 2025 (Альянц-Арена, Мюнхен) | 31 травня 2025 (Альянц-Арена, Мюнхен) |

## Кваліфікація

### Перший кваліфікаційний раунд
Жеребкування відбулося 18 червня 2024 року. Перші матчі відбулися 9–10 липня, а матчі-відповіді — 16–17 липня 2024 року.
| Команда 1       | Заг.           | Команда 2         | 1-й матч | 2-й матч |
| --------------- | -------------- | ----------------- | -------- | -------- |
| Слован          | 6:3            | Струга            | 4:2      | 2:1      |
| Нью-Сейнтс      | 4:1            | Дечич             | 3:0      | 1:1      |
| Борац           | 2:2 (пен. 4:1) | Егнатія           | 1:0      | 1:2      |
| Хамрун Спартанс | 1:1 (пен. 4:5) | Лінкольн Ред Імпс | 0:1      | 1:0      |
| Уніо Еспортива  | 3:3 (пен. 6:5) | Балкані           | 1:2      | 2:1      |
| Флора           | 1:7            | Целє              | 0:5      | 1:2      |
| Клаксвік        | 2:0            | Дифферданж 03     | 2:0      | 0:0      |
| Паневежис       | 4:1            | ГІК               | 3:0      | 1:1      |
| РФШ             | 7:0            | Ларн              | 3:0      | 4:0      |
| Вікінгур        | 1:2            | Шемрок Роверс     | 0:0      | 1:2      |
| Віртус          | 1:11           | ФКСБ              | 1:7      | 0:4      |
| Лудогорець      | 3:2            | Динамо (Батумі)   | 3:1      | 0:1      |
| Ордабаси        | 0:1            | Петрокуб          | 0:0      | 0:1      |
| Динамо (Мінськ) | 1:0            | Пюнік             | 0:0      | 1:0      |

1. ↑  Порядок матчів було змінено після жеребкування.

### Другий кваліфікаційний раунд
Жеребкування відбулося 19 червня 2024 року. Перші матчі відбулися 23–24 липня, а матчі-відповіді — 30–31 липня 2024 року.
| Команда 1         | Заг. | Команда 2           | 1-й матч | 2-й матч |
| ----------------- | ---- | ------------------- | -------- | -------- |
| Лудогорець        | 2:1  | Динамо (Мінськ)     | 2:0      | 0:1      |
| АПОЕЛ             | 2:1  | Петрокуб            | 1:0      | 1:1      |
| Ференцварош       | 7:1  | Нью-Сейнтс          | 5:0      | 2:1      |
| ПАОК              | 4:2  | Борац               | 3:2      | 1:0      |
| Буде-Глімт        | 7:1  | РФШ                 | 4:0      | 3:1      |
| Мальме            | 6:4  | Клаксвік            | 4:1      | 2:3      |
| Шемрок Роверс     | 2:6  | Спарта              | 0:2      | 2:4      |
| Уніо Еспортива    | 0:4  | Мідтьюлланн         | 0:3      | 0:1      |
| Целє              | 1:6  | Слован              | 1:1      | 0:5      |
| Паневежис         | 1:7  | Ягеллонія           | 0:4      | 1:3      |
| Лінкольн Ред Імпс | 0:7  | Карабах             | 0:2      | 0:5      |
| ФКСБ              | 2:1  | Маккабі (Тель-Авів) | 1:1      | 1:0      |

| Команда 1 | Заг. | Команда 2  | 1-й матч | 2-й матч |
| --------- | ---- | ---------- | -------- | -------- |
| Лугано    | 4:6  | Фенербахче | 3:4      | 1:2      |
| Динамо    | 9:2  | Партизан   | 6:2      | 3:0      |

### Третій кваліфікаційний раунд
Жеребкування відбулося 22 липня 2024 року. Перші матчі відбулися 6–7 серпня, а матчі-відповіді — 13 серпня 2024 року.
| Команда 1   | Заг. | Команда 2   | 1-й матч | 2-й матч |
| ----------- | ---- | ----------- | -------- | -------- |
| Карабах     | 8:4  | Лудогорець  | 1:2      | 7:2 (дч) |
| Слован      | 2:0  | АПОЕЛ       | 2:0      | 0:0      |
| Спарта      | 4:3  | ФКСБ        | 1:1      | 3:2      |
| Мальме      | 6:5  | ПАОК        | 2:2      | 4:3 (дч) |
| Мідтьюлланн | 3:1  | Ференцварош | 2:0      | 1:1      |
| Ягеллонія   | 1:5  | Буде-Глімт  | 0:1      | 1:4      |

| Команда 1 | Заг. | Команда 2         | 1-й матч | 2-й матч |
| --------- | ---- | ----------------- | -------- | -------- |
| Славія    | 4:1  | Юніон Сент-Жилуаз | 3:1      | 1:0      |
| Лілль     | 3:2  | Фенербахче        | 2:1      | 1:1 (дч) |
| Динамо    | 3:1  | Рейнджерс         | 1:1      | 2:0      |
| Ред Булл  | 5:4  | Твенте            | 2:1      | 3:3      |

### Раунд плей-оф
Жеребкування відбулося 5 серпня 2024 року. Перші матчі відбулися 20–21 серпня, а матчі-відповіді — 27–28 серпня 2024 року.
| Команда 1   | Заг. | Команда 2     | 1-й матч | 2-й матч |
| ----------- | ---- | ------------- | -------- | -------- |
| Янг Бойз    | 4:2  | Галатасарай   | 3:2      | 1:0      |
| Динамо      | 5:0  | Карабах       | 3:0      | 2:0      |
| Мідтьюлланн | 3:4  | Слован        | 1:1      | 2:3      |
| Буде-Глімт  | 2:3  | Црвена Звезда | 2:1      | 0:2      |
| Мальме      | 0:4  | Спарта        | 0:2      | 0:2      |

| Команда 1 | Заг. | Команда 2 | 1-й матч | 2-й матч |
| --------- | ---- | --------- | -------- | -------- |
| Лілль     | 3:2  | Славія    | 2:0      | 1:2      |
| Динамо    | 1:3  | Ред Булл  | 0:2      | 1:1      |

## Етап ліги
Жеребкування, яке визначило протистояння в етапі ліги, відбулося 29 серпня 2024 року. 36 команд були поділені на чотири кошики по дев'ять клубів. Кошики складалися відповідно до клубного рейтингу коефіцієнтів, встановленого перед початком сезону.
Кожна команда зіграє вісім матчів (чотири вдома та чотири на виїзді) проти восьми різних команд (по дві з кожного кошику). Команди з однієї асоціації не можуть бути зведені жеребкуванням одна проти одної, і кожна команда може грати максимум проти двох суперників з будь-якої іншої асоціації.

### Таблиця
Вісім найкращих команд напряму потраплять до 1/8 фіналу. Команди, які посядуть місця з 9 по 24, змагатимуться в стикових матчах, щоб забезпечити собі участь в 1/8 фіналу. Команди, які посядуть 9-16 місця, будуть сіяними в стикових матчах, а команди, які посядуть 17-24 місця - несіяними. Команди, які посядуть 25-36 місця, припинять виступи в єврокубках і не матимуть доступу до Ліги Європи УЄФА 2024—2025.

| Поз | Команда             | І | В | Н | П | ГЗ | ГП | РГ  | О  | Кваліфікація                    |
| --- | ------------------- | - | - | - | - | -- | -- | --- | -- | ------------------------------- |
| 1   | Ліверпуль           | 8 | 7 | 0 | 1 | 17 | 5  | +12 | 21 | Вихід в 1/8 фіналу (сіяні)      |
| 2   | Барселона           | 8 | 6 | 1 | 1 | 28 | 13 | +15 | 19 | Вихід в 1/8 фіналу (сіяні)      |
| 3   | Арсенал             | 8 | 6 | 1 | 1 | 16 | 3  | +13 | 19 | Вихід в 1/8 фіналу (сіяні)      |
| 4   | Інтер               | 8 | 6 | 1 | 1 | 11 | 1  | +10 | 19 | Вихід в 1/8 фіналу (сіяні)      |
| 5   | Атлетіко (Мадрид)   | 8 | 6 | 0 | 2 | 20 | 12 | +8  | 18 | Вихід в 1/8 фіналу (сіяні)      |
| 6   | Баєр 04             | 8 | 5 | 1 | 2 | 15 | 7  | +8  | 16 | Вихід в 1/8 фіналу (сіяні)      |
| 7   | Лілль               | 8 | 5 | 1 | 2 | 17 | 10 | +7  | 16 | Вихід в 1/8 фіналу (сіяні)      |
| 8   | Астон Вілла         | 8 | 5 | 1 | 2 | 13 | 6  | +7  | 16 | Вихід в 1/8 фіналу (сіяні)      |
| 9   | Аталанта            | 8 | 4 | 3 | 1 | 20 | 6  | +14 | 15 | Вихід в стикові матчі (сіяні)   |
| 10  | Боруссія (Дортмунд) | 8 | 5 | 0 | 3 | 22 | 12 | +10 | 15 | Вихід в стикові матчі (сіяні)   |
| 11  | Реал Мадрид         | 8 | 5 | 0 | 3 | 20 | 12 | +8  | 15 | Вихід в стикові матчі (сіяні)   |
| 12  | Баварія             | 8 | 5 | 0 | 3 | 20 | 12 | +8  | 15 | Вихід в стикові матчі (сіяні)   |
| 13  | Мілан               | 8 | 5 | 0 | 3 | 14 | 11 | +3  | 15 | Вихід в стикові матчі (сіяні)   |
| 14  | ПСВ                 | 8 | 4 | 2 | 2 | 16 | 12 | +4  | 14 | Вихід в стикові матчі (сіяні)   |
| 15  | Парі Сен-Жермен     | 8 | 4 | 1 | 3 | 14 | 9  | +5  | 13 | Вихід в стикові матчі (сіяні)   |
| 16  | Бенфіка             | 8 | 4 | 1 | 3 | 16 | 12 | +4  | 13 | Вихід в стикові матчі (сіяні)   |
| 17  | Монако              | 8 | 4 | 1 | 3 | 13 | 13 | 0   | 13 | Вихід в стикові матчі (несіяні) |
| 18  | Брест               | 8 | 4 | 1 | 3 | 10 | 11 | −1  | 13 | Вихід в стикові матчі (несіяні) |
| 19  | Феєнорд             | 8 | 4 | 1 | 3 | 18 | 21 | −3  | 13 | Вихід в стикові матчі (несіяні) |
| 20  | Ювентус             | 8 | 3 | 3 | 2 | 9  | 7  | +2  | 12 | Вихід в стикові матчі (несіяні) |
| 21  | Селтік              | 8 | 3 | 3 | 2 | 13 | 14 | −1  | 12 | Вихід в стикові матчі (несіяні) |
| 22  | Манчестер Сіті      | 8 | 3 | 2 | 3 | 18 | 14 | +4  | 11 | Вихід в стикові матчі (несіяні) |
| 23  | Спортінг            | 8 | 3 | 2 | 3 | 13 | 12 | +1  | 11 | Вихід в стикові матчі (несіяні) |
| 24  | Брюгге              | 8 | 3 | 2 | 3 | 7  | 11 | −4  | 11 | Вихід в стикові матчі (несіяні) |
| 25  | Динамо              | 8 | 3 | 2 | 3 | 12 | 19 | −7  | 11 |                                 |
| 26  | Штутгарт            | 8 | 3 | 1 | 4 | 13 | 17 | −4  | 10 |                                 |
| 27  | Шахтар              | 8 | 2 | 1 | 5 | 8  | 16 | −8  | 7  |                                 |
| 28  | Болонья             | 8 | 1 | 3 | 4 | 4  | 9  | −5  | 6  |                                 |
| 29  | Црвена Звезда       | 8 | 2 | 0 | 6 | 13 | 22 | −9  | 6  |                                 |
| 30  | Штурм               | 8 | 2 | 0 | 6 | 5  | 14 | −9  | 6  |                                 |
| 31  | Спарта              | 8 | 1 | 1 | 6 | 7  | 21 | −14 | 4  |                                 |
| 32  | РБ Лейпциг          | 8 | 1 | 0 | 7 | 8  | 15 | −7  | 3  |                                 |
| 33  | Жирона              | 8 | 1 | 0 | 7 | 5  | 13 | −8  | 3  |                                 |
| 34  | Ред Булл            | 8 | 1 | 0 | 7 | 5  | 27 | −22 | 3  |                                 |
| 35  | Слован              | 8 | 0 | 0 | 8 | 7  | 27 | −20 | 0  |                                 |
| 36  | Янг Бойз            | 8 | 0 | 0 | 8 | 3  | 24 | −21 | 0  |                                 |

1. 1 2  Рівні за очками (15), різницею м'ячів (+8), голами (20), голами на виїзді (6), кількістю перемог (5). Розподіл за перемогами на виїзді: Реал Мадрид 2, Баварія 1.

### Результати
| Команда 1         | Рахунок | Команда 2           |
| ----------------- | ------- | ------------------- |
| Янг Бойз          | 0:3     | Астон Вілла         |
| Ювентус           | 3:1     | ПСВ                 |
| Мілан             | 1:3     | Ліверпуль           |
| Баварія           | 9:2     | Динамо              |
| Реал Мадрид       | 3:1     | Штутгарт            |
| Спортінг          | 2:0     | Лілль               |
| Спарта            | 3:0     | Ред Булл            |
| Болонья           | 0:0     | Шахтар              |
| Селтік            | 5:1     | Слован              |
| Брюгге            | 0:3     | Боруссія (Дортмунд) |
| Манчестер Сіті    | 0:0     | Інтер               |
| Парі Сен-Жермен   | 1:0     | Жирона              |
| Феєнорд           | 0:4     | Баєр 04             |
| Црвена Звезда     | 1:2     | Бенфіка             |
| Монако            | 2:1     | Барселона           |
| Аталанта          | 0:0     | Арсенал             |
| Атлетіко (Мадрид) | 2:1     | РБ Лейпциг          |
| Брест             | 2:1     | Штурм               |

| Команда 1           | Рахунок | Команда 2         |
| ------------------- | ------- | ----------------- |
| Ред Булл            | 0:4     | Брест             |
| Штутгарт            | 1:1     | Спарта            |
| Арсенал             | 2:0     | Парі Сен-Жермен   |
| Баєр 04             | 1:0     | Мілан             |
| Боруссія (Дортмунд) | 7:1     | Селтік            |
| Барселона           | 5:0     | Янг Бойз          |
| Інтер               | 4:0     | Црвена Звезда     |
| ПСВ                 | 1:1     | Спортінг          |
| Слован              | 0:4     | Манчестер Сіті    |
| Шахтар              | 0:3     | Аталанта          |
| Жирона              | 2:3     | Феєнорд           |
| Астон Вілла         | 1:0     | Баварія           |
| Динамо              | 2:2     | Монако            |
| Ліверпуль           | 2:0     | Болонья           |
| Лілль               | 1:0     | Реал Мадрид       |
| РБ Лейпциг          | 2:3     | Ювентус           |
| Штурм               | 0:1     | Брюгге            |
| Бенфіка             | 4:0     | Атлетіко (Мадрид) |

| Команда 1         | Рахунок | Команда 2           |
| ----------------- | ------- | ------------------- |
| Мілан             | 3:1     | Брюгге              |
| Монако            | 5:1     | Црвена Звезда       |
| Арсенал           | 1:0     | Шахтар              |
| Астон Вілла       | 2:0     | Болонья             |
| Жирона            | 2:0     | Слован              |
| Ювентус           | 0:1     | Штутгарт            |
| Парі Сен-Жермен   | 1:1     | ПСВ                 |
| Реал Мадрид       | 5:2     | Боруссія (Дортмунд) |
| Штурм             | 0:2     | Спортінг            |
| Аталанта          | 0:0     | Селтік              |
| Брест             | 1:1     | Баєр 04             |
| Атлетіко (Мадрид) | 1:3     | Лілль               |
| Янг Бойз          | 0:1     | Інтер               |
| Барселона         | 4:1     | Баварія             |
| Ред Булл          | 0:2     | Динамо              |
| Манчестер Сіті    | 5:0     | Спарта              |
| РБ Лейпциг        | 0:1     | Ліверпуль           |
| Бенфіка           | 1:3     | Феєнорд             |

| Команда 1           | Рахунок | Команда 2         |
| ------------------- | ------- | ----------------- |
| ПСВ                 | 4:0     | Жирона            |
| Слован              | 1:4     | Динамо            |
| Болонья             | 0:1     | Монако            |
| Боруссія (Дортмунд) | 1:0     | Штурм             |
| Селтік              | 3:1     | РБ Лейпциг        |
| Ліверпуль           | 4:0     | Баєр 04           |
| Лілль               | 1:1     | Ювентус           |
| Реал Мадрид         | 1:3     | Мілан             |
| Спортінг            | 4:1     | Манчестер Сіті    |
| Брюгге              | 1:0     | Астон Вілла       |
| Шахтар              | 2:1     | Янг Бойз          |
| Спарта              | 1:2     | Брест             |
| Баварія             | 1:0     | Бенфіка           |
| Інтер               | 1:0     | Арсенал           |
| Феєнорд             | 1:3     | Ред Булл          |
| Црвена Звезда       | 2:5     | Барселона         |
| Парі Сен-Жермен     | 1:2     | Атлетіко (Мадрид) |
| Штутгарт            | 0:2     | Аталанта          |

| Команда 1      | Рахунок | Команда 2           |
| -------------- | ------- | ------------------- |
| Спарта         | 0:6     | Атлетіко (Мадрид)   |
| Слован         | 2:3     | Мілан               |
| Баєр 04        | 5:0     | Ред Булл            |
| Янг Бойз       | 1:6     | Аталанта            |
| Барселона      | 3:0     | Брест               |
| Баварія        | 1:0     | Парі Сен-Жермен     |
| Інтер          | 1:0     | РБ Лейпциг          |
| Манчестер Сіті | 3:3     | Феєнорд             |
| Спортінг       | 1:5     | Арсенал             |
| Црвена Звезда  | 5:1     | Штутгарт            |
| Штурм          | 1:0     | Жирона              |
| Монако         | 2:3     | Бенфіка             |
| Астон Вілла    | 0:0     | Ювентус             |
| Болонья        | 1:2     | Лілль               |
| Селтік         | 1:1     | Брюгге              |
| Динамо         | 0:3     | Боруссія (Дортмунд) |
| Ліверпуль      | 2:0     | Реал Мадрид         |
| ПСВ            | 3:2     | Шахтар              |

| Команда 1           | Рахунок | Команда 2       |
| ------------------- | ------- | --------------- |
| Жирона              | 0:1     | Ліверпуль       |
| Динамо              | 0:0     | Селтік          |
| Аталанта            | 2:3     | Реал Мадрид     |
| Баєр 04             | 1:0     | Інтер           |
| Брюгге              | 2:1     | Спортінг        |
| Ред Булл            | 0:3     | Парі Сен-Жермен |
| Шахтар              | 1:5     | Баварія         |
| РБ Лейпциг          | 2:3     | Астон Вілла     |
| Брест               | 1:0     | ПСВ             |
| Атлетіко (Мадрид)   | 3:1     | Слован          |
| Лілль               | 3:2     | Штурм           |
| Мілан               | 2:1     | Црвена Звезда   |
| Арсенал             | 3:0     | Монако          |
| Боруссія (Дортмунд) | 2:3     | Барселона       |
| Феєнорд             | 4:2     | Спарта          |
| Ювентус             | 2:0     | Манчестер Сіті  |
| Бенфіка             | 0:0     | Болонья         |
| Штутгарт            | 5:1     | Янг Бойз        |

| Команда 1         | Рахунок | Команда 2           |
| ----------------- | ------- | ------------------- |
| Монако            | 1:0     | Астон Вілла         |
| Аталанта          | 5:0     | Штурм               |
| Атлетіко (Мадрид) | 2:1     | Баєр 04             |
| Болонья           | 2:1     | Боруссія (Дортмунд) |
| Брюгге            | 0:0     | Ювентус             |
| Црвена Звезда     | 2:3     | ПСВ                 |
| Ліверпуль         | 2:1     | Лілль               |
| Слован            | 1:3     | Штутгарт            |
| Бенфіка           | 4:5     | Барселона           |
| Шахтар            | 2:0     | Брест               |
| РБ Лейпциг        | 2:1     | Спортінг            |
| Мілан             | 1:0     | Жирона              |
| Спарта            | 0:1     | Інтер               |
| Арсенал           | 3:0     | Динамо              |
| Селтік            | 1:0     | Янг Бойз            |
| Феєнорд           | 3:0     | Баварія             |
| Парі Сен-Жермен   | 4:2     | Манчестер Сіті      |
| Реал Мадрид       | 5:1     | Ред Булл            |

| Команда 1           | Рахунок | Команда 2         |
| ------------------- | ------- | ----------------- |
| Астон Вілла         | 4:2     | Селтік            |
| Баєр 04             | 2:0     | Спарта            |
| Боруссія (Дортмунд) | 3:1     | Шахтар            |
| Янг Бойз            | 0:1     | Црвена Звезда     |
| Барселона           | 2:2     | Аталанта          |
| Баварія             | 3:1     | Слован            |
| Інтер               | 3:0     | Монако            |
| Ред Булл            | 1:4     | Атлетіко (Мадрид) |
| Жирона              | 1:2     | Арсенал           |
| Динамо              | 2:1     | Мілан             |
| Ювентус             | 0:2     | Бенфіка           |
| Лілль               | 6:1     | Феєнорд           |
| Манчестер Сіті      | 3:1     | Брюгге            |
| ПСВ                 | 3:2     | Ліверпуль         |
| Штурм               | 1:0     | РБ Лейпциг        |
| Спортінг            | 1:1     | Болонья           |
| Брест               | 0:3     | Реал Мадрид       |
| Штутгарт            | 1:4     | Парі Сен-Жермен   |

## Плей-оф
В плей-оф команди зіграють одна з одною двоматчеві протистояння (вдома та на виїзді). Структура сітки плей-оф частково зафіксована заздалегідь за допомогою посіву, при цьому позиції команд у сітці визначаються підсумковим місцем у етапі ліги. Команди з однієї асоціації можуть зустрітися одна з одною в будь-якому раунді.
Механізм жеребкування для кожного раунду такий:
- Під час жеребкування стикових матчів вісім команд, які в етапі ліги посіли 9–16 місця, є сіяними, а вісім команд, які посіли 17–24 місця – несіяними. Жеребкування ділиться на чотири секції на основі попередньо визначеної турнірної сітки, в якій сіяні команди в кожній секції жеребкуються проти одного з двох можливих несіяних суперників. Сіяні команди проводять матч-відповідь вдома.
- Під час жеребкування 1/8 фіналу вісім команд, які в етапі ліги посіли 1–8 місця, є сіяними, а вісім переможців стикових матчів - несіяними. Жеребкування ділиться на чотири секції на основі попередньо визначеної турнірної сітки, в якій сіяні команди в кожній секції жеребкуються проти одного з двох можливих несіяних суперників. Сіяні команди проводять матч-відповідь вдома.
- У 1/4 і 1/2 фіналу точні пари формуються на основі попередньо визначеної турнірної сітки. Жеребкування проводиться тільки для того, щоб визначити, яка команда грає перший матч вдома. Переможець першої пари 1/2 фіналу буде формально домашньою командою в фіналі (для адміністративних цілей, оскільки гра проводиться на нейтральному полі).

### Турнірна сітка
|  |               |                     |               |                 |               |   |    |            |                   |                         |                     |            |   |   |            |            |            |            |            |  |  |            |            |            |            |            |  |  |       |       |       |
|  | Стикові матчі | Стикові матчі       | Стикові матчі | Стикові матчі   | Стикові матчі |   |    | 1/8 фіналу | 1/8 фіналу        | 1/8 фіналу              | 1/8 фіналу          | 1/8 фіналу |   |   | 1/4 фіналу | 1/4 фіналу | 1/4 фіналу | 1/4 фіналу | 1/4 фіналу |  |  | 1/2 фіналу | 1/2 фіналу | 1/2 фіналу | 1/2 фіналу | 1/2 фіналу |  |  | Фінал | Фінал | Фінал |
|  | Стикові матчі | Стикові матчі       | Стикові матчі | Стикові матчі   | Стикові матчі |   |    | 1/8 фіналу | 1/8 фіналу        | 1/8 фіналу              | 1/8 фіналу          | 1/8 фіналу |   |   | 1/4 фіналу | 1/4 фіналу | 1/4 фіналу | 1/4 фіналу | 1/4 фіналу |  |  | 1/2 фіналу | 1/2 фіналу | 1/2 фіналу | 1/2 фіналу | 1/2 фіналу |  |  | Фінал | Фінал | Фінал |
|  |               |                     |               |                 |               |   |    |            |                   |                         |                     |            |   |   |            |            |            |            |            |  |  |            |            |            |            |            |  |  |       |       |       |
|  |               |                     |               |                 |               |   |    |            |                   |                         |                     |            |   |   |            |            |            |            |            |  |  |            |            |            |            |            |  |  |       |       |       |
|  | 20            | Ювентус             | 2             | 1               | 3             |   |    |            |                   |                         |                     |            |   |   |            |            |            |            |            |  |  |            |            |            |            |            |  |  |       |       |       |
|  | 20            | Ювентус             | 2             | 1               | 3             |   |    |            |                   |                         |                     |            |   |   |            |            |            |            |            |  |  |            |            |            |            |            |  |  |       |       |       |
|  | 14            | ПСВ (дч)            | 1             | 3               | 4             |   |    | 14         | ПСВ               | 1                       | 2                   | 3          |   |   |            |            |            |            |            |  |  |            |            |            |            |            |  |  |       |       |       |
|  | 14            | ПСВ (дч)            | 1             | 3               | 4             |   |    | 14         | ПСВ               | 1                       | 2                   | 3          |   |   |            |            |            |            |            |  |  |            |            |            |            |            |  |  |       |       |       |
|  |               |                     |               |                 |               |   |    | 3          | Арсенал           | 7                       | 2                   | 9          |   |   |            |            |            |            |            |  |  |            |            |            |            |            |  |  |       |       |       |
|  |               |                     | 3             | Арсенал         | 3             | 2 | 5  | 3          | Арсенал           | 7                       | 2                   | 9          |   |   |            |            |            |            |            |  |  |            |            |            |            |            |  |  |       |       |       |
|  | 22            | Манчестер Сіті      | 3             | Арсенал         | 3             | 2 | 5  | 2          | 1                 | 3                       |                     |            |   |   |            |            |            |            |            |  |  |            |            |            |            |            |  |  |       |       |       |
|  | 22            | Манчестер Сіті      |               |                 |               |   | 11 | 2          | 1                 | 3                       | Реал Мадрид         | 0          | 1 | 1 |            |            |            |            |            |  |  |            |            |            |            |            |  |  |       |       |       |
|  | 11            | Реал Мадрид         | 3             | 3               | 6             |   | 11 |            | 11                | Реал Мадрид (пен. )     | Реал Мадрид         | 0          | 1 | 1 | 2          | 0          | 2 (4)      |            |            |  |  |            |            |            |            |            |  |  |       |       |       |
|  | 11            | Реал Мадрид         | 3             | 3               | 6             |   |    |            | 11                | Реал Мадрид (пен. )     |                     |            |   |   |            |            | 2 (4)      |            |            |  |  |            |            |            |            |            |  |  |       |       |       |
|  |               |                     |               |                 |               |   |    | 5          | Атлетіко (Мадрид) | 1                       | 1                   | 2 (2)      |   |   |            |            |            |            |            |  |  |            |            |            |            |            |  |  |       |       |       |
|  |               |                     | 3             | Арсенал         | 0             | 1 | 1  | 5          | Атлетіко (Мадрид) | 1                       | 1                   | 2 (2)      |   |   |            |            |            |            |            |  |  |            |            |            |            |            |  |  |       |       |       |
|  | 18            | Брест               | 3             | Арсенал         | 0             | 1 | 1  | 0          | 0                 | 0                       |                     |            |   |   |            |            |            |            |            |  |  |            |            |            |            |            |  |  |       |       |       |
|  | 18            | Брест               |               |                 |               |   | 15 | 0          | 0                 | 0                       | Парі Сен-Жермен     | 1          | 2 | 3 |            |            |            |            |            |  |  |            |            |            |            |            |  |  |       |       |       |
|  | 15            | Парі Сен-Жермен     | 3             | 7               | 10            |   | 15 |            | 15                | Парі Сен-Жермен (пен. ) | Парі Сен-Жермен     | 1          | 2 | 3 | 0          | 1          | 1 (4)      |            |            |  |  |            |            |            |            |            |  |  |       |       |       |
|  | 15            | Парі Сен-Жермен     | 3             | 7               | 10            |   |    |            | 15                | Парі Сен-Жермен (пен. ) |                     |            |   |   |            |            | 1 (4)      |            |            |  |  |            |            |            |            |            |  |  |       |       |       |
|  |               |                     |               |                 |               |   |    | 1          | Ліверпуль         | 1                       | 0                   | 1 (1)      |   |   |            |            |            |            |            |  |  |            |            |            |            |            |  |  |       |       |       |
|  |               |                     | 15            | Парі Сен-Жермен | 3             | 2 | 5  | 1          | Ліверпуль         | 1                       | 0                   | 1 (1)      |   |   |            |            |            |            |            |  |  |            |            |            |            |            |  |  |       |       |       |
|  | 24            | Брюгге              | 15            | Парі Сен-Жермен | 3             | 2 | 5  | 2          | 3                 | 5                       |                     |            |   |   |            |            |            |            |            |  |  |            |            |            |            |            |  |  |       |       |       |
|  | 24            | Брюгге              |               |                 |               |   | 8  | 2          | 3                 | 5                       | Астон Вілла         | 1          | 3 | 4 |            |            |            |            |            |  |  |            |            |            |            |            |  |  |       |       |       |
|  | 9             | Аталанта            | 1             | 1               | 2             |   | 8  |            | 24                | Брюгге                  | Астон Вілла         | 1          | 3 | 4 | 1          | 0          | 1          |            |            |  |  |            |            |            |            |            |  |  |       |       |       |
|  | 9             | Аталанта            | 1             | 1               | 2             |   |    |            | 24                | Брюгге                  | 31 травня – Мюнхен  |            |   |   | 1          | 0          | 1          |            |            |  |  |            |            |            |            |            |  |  |       |       |       |
|  |               |                     |               |                 |               |   |    | 8          | Астон Вілла       | 3                       | 3                   | 6          |   |   |            |            |            |            |            |  |  |            |            |            |            |            |  |  |       |       |       |
|  |               |                     | 15            | Парі Сен-Жермен | 5             |   |    | 8          | Астон Вілла       | 3                       | 3                   | 6          |   |   |            |            |            |            |            |  |  |            |            |            |            |            |  |  |       |       |       |
|  | 17            | Монако              | 15            | Парі Сен-Жермен | 5             | 0 | 3  | 3          |                   |                         |                     |            |   |   |            |            |            |            |            |  |  |            |            |            |            |            |  |  |       |       |       |
|  | 17            | Монако              |               |                 |               | 0 | 3  | 3          |                   | 4                       | Інтер               | 0          |   |   |            |            |            |            |            |  |  |            |            |            |            |            |  |  |       |       |       |
|  | 16            | Бенфіка             | 1             | 3               | 4             |   |    | 16         | Бенфіка           | 4                       | Інтер               | 0          | 0 | 1 | 1          |            |            |            |            |  |  |            |            |            |            |            |  |  |       |       |       |
|  | 16            | Бенфіка             | 1             | 3               | 4             |   |    | 16         | Бенфіка           |                         |                     |            |   |   |            |            |            |            |            |  |  |            |            |            |            |            |  |  |       |       |       |
|  |               |                     |               |                 |               |   |    | 2          | Барселона         | 1                       | 3                   | 4          |   |   |            |            |            |            |            |  |  |            |            |            |            |            |  |  |       |       |       |
|  |               |                     | 2             | Барселона       | 4             | 1 | 5  | 2          | Барселона         | 1                       | 3                   | 4          |   |   |            |            |            |            |            |  |  |            |            |            |            |            |  |  |       |       |       |
|  | 23            | Спортінг            | 2             | Барселона       | 4             | 1 | 5  | 0          | 0                 | 0                       |                     |            |   |   |            |            |            |            |            |  |  |            |            |            |            |            |  |  |       |       |       |
|  | 23            | Спортінг            |               |                 |               |   | 10 | 0          | 0                 | 0                       | Боруссія (Дортмунд) | 0          | 3 | 3 |            |            |            |            |            |  |  |            |            |            |            |            |  |  |       |       |       |
|  | 10            | Боруссія (Дортмунд) | 3             | 0               | 3             |   | 10 |            | 10                | Боруссія (Дортмунд)     | Боруссія (Дортмунд) | 0          | 3 | 3 | 1          | 2          | 3          |            |            |  |  |            |            |            |            |            |  |  |       |       |       |
|  | 10            | Боруссія (Дортмунд) | 3             | 0               | 3             |   |    |            | 10                | Боруссія (Дортмунд)     |                     |            |   |   |            |            | 3          |            |            |  |  |            |            |            |            |            |  |  |       |       |       |
|  |               |                     |               |                 |               |   |    | 7          | Лілль             | 1                       | 1                   | 2          |   |   |            |            |            |            |            |  |  |            |            |            |            |            |  |  |       |       |       |
|  |               |                     | 2             | Барселона       | 3             | 3 | 6  | 7          | Лілль             | 1                       | 1                   | 2          |   |   |            |            |            |            |            |  |  |            |            |            |            |            |  |  |       |       |       |
|  | 21            | Селтік              | 2             | Барселона       | 3             | 3 | 6  | 1          | 1                 | 2                       |                     |            |   |   |            |            |            |            |            |  |  |            |            |            |            |            |  |  |       |       |       |
|  | 21            | Селтік              |               |                 |               |   | 4  | 1          | 1                 | 2                       | Інтер (дч)          | 3          | 4 | 7 |            |            |            |            |            |  |  |            |            |            |            |            |  |  |       |       |       |
|  | 12            | Баварія             | 2             | 1               | 3             |   | 4  |            | 12                | Баварія                 | Інтер (дч)          | 3          | 4 | 7 | 3          | 2          | 5          |            |            |  |  |            |            |            |            |            |  |  |       |       |       |
|  | 12            | Баварія             | 2             | 1               | 3             |   |    |            | 12                | Баварія                 |                     |            |   |   |            |            | 5          |            |            |  |  |            |            |            |            |            |  |  |       |       |       |
|  |               |                     |               |                 |               |   |    | 6          | Баєр 04           | 0                       | 0                   | 0          |   |   |            |            |            |            |            |  |  |            |            |            |            |            |  |  |       |       |       |
|  |               |                     | 12            | Баварія         | 1             | 2 | 3  | 6          | Баєр 04           | 0                       | 0                   | 0          |   |   |            |            |            |            |            |  |  |            |            |            |            |            |  |  |       |       |       |
|  | 19            | Феєнорд             | 12            | Баварія         | 1             | 2 | 3  | 1          | 1                 | 2                       |                     |            |   |   |            |            |            |            |            |  |  |            |            |            |            |            |  |  |       |       |       |
|  | 19            | Феєнорд             |               |                 |               |   | 4  | 1          | 1                 | 2                       | Інтер               | 2          | 2 | 4 |            |            |            |            |            |  |  |            |            |            |            |            |  |  |       |       |       |
|  | 13            | Мілан               | 0             | 1               | 1             |   | 4  |            | 19                | Феєнорд                 | Інтер               | 2          | 2 | 4 | 0          | 1          | 1          |            |            |  |  |            |            |            |            |            |  |  |       |       |       |
|  | 13            | Мілан               | 0             | 1               | 1             |   |    |            | 19                | Феєнорд                 |                     |            |   |   |            |            | 1          |            |            |  |  |            |            |            |            |            |  |  |       |       |       |
|  |               |                     |               |                 |               |   |    | 4          | Інтер             | 2                       | 2                   | 4          |   |   |            |            |            |            |            |  |  |            |            |            |            |            |  |  |       |       |       |
|  |               |                     |               |                 |               |   |    | 4          | Інтер             | 2                       | 2                   | 4          |   |   |            |            |            |            |            |  |  |            |            |            |            |            |  |  |       |       |       |

### Стикові матчі
Жеребкування відбулося 31 січня 2025 року. Перші матчі відбулися 11–12 лютого, а матчі-відповіді — 18–19 лютого 2025 року.
| Команда 1      | Заг. Tooltip Aggregate score | Команда 2           | 1-й матч | 2-й матч |
| -------------- | ---------------------------- | ------------------- | -------- | -------- |
| Брест          | 0:10                         | Парі Сен-Жермен     | 0:3      | 0:7      |
| Брюгге         | 5:2                          | Аталанта            | 2:1      | 3:1      |
| Манчестер Сіті | 3:6                          | Реал Мадрид         | 2:3      | 1:3      |
| Ювентус        | 3:4                          | ПСВ                 | 2:1      | 1:3 (дч) |
| Монако         | 3:4                          | Бенфіка             | 0:1      | 3:3      |
| Спортінг       | 0:3                          | Боруссія (Дортмунд) | 0:3      | 0:0      |
| Селтік         | 2:3                          | Баварія             | 1:2      | 1:1      |
| Феєнорд        | 2:1                          | Мілан               | 1:0      | 1:1      |

### 1/8 фіналу
Жеребкування відбулося 21 лютого 2025 року. Перші матчі відбулися 4–5 березня, а матчі-відповіді — 11–12 березня 2025 року.
| Команда 1           | Заг. Tooltip Aggregate score | Команда 2         | 1-й матч | 2-й матч |
| ------------------- | ---------------------------- | ----------------- | -------- | -------- |
| Парі Сен-Жермен     | 1:1 (пен. 4:1)               | Ліверпуль         | 0:1      | 1:0      |
| Брюгге              | 1:6                          | Астон Вілла       | 1:3      | 0:3      |
| Реал Мадрид         | 2:2 (пен. 4:2)               | Атлетіко (Мадрид) | 2:1      | 0:1      |
| ПСВ                 | 3:9                          | Арсенал           | 1:7      | 2:2      |
| Бенфіка             | 1:4                          | Барселона         | 0:1      | 1:3      |
| Боруссія (Дортмунд) | 3:2                          | Лілль             | 1:1      | 2:1      |
| Баварія             | 5:0                          | Баєр 04           | 3:0      | 2:0      |
| Феєнорд             | 1:4                          | Інтер             | 0:2      | 1:2      |

### 1/4 фіналу
Жеребкування відбулося 21 лютого 2025 року. Перші матчі відбулися 8–9 квітня, а матчі-відповіді — 15–16 квітня 2025 року.
| Команда 1       | Заг. Tooltip Aggregate score | Команда 2           | 1-й матч | 2-й матч |
| --------------- | ---------------------------- | ------------------- | -------- | -------- |
| Парі Сен-Жермен | 5:4                          | Астон Вілла         | 3:1      | 2:3      |
| Арсенал         | 5:1                          | Реал Мадрид         | 3:0      | 2:1      |
| Барселона       | 5:3                          | Боруссія (Дортмунд) | 4:0      | 1:3      |
| Баварія         | 3:4                          | Інтер               | 1:2      | 2:2      |

### 1/2 фіналу
Жеребкування відбулося 21 лютого 2025 року. Перші матчі відбулися 29–30 квітня, а матчі-відповіді — 6–7 травня 2025 року.
| Команда 1 | Заг. Tooltip Aggregate score | Команда 2       | 1-й матч | 2-й матч |
| --------- | ---------------------------- | --------------- | -------- | -------- |
| Арсенал   | 1:3                          | Парі Сен-Жермен | 0:1      | 1:2      |
| Барселона | 6:7                          | Інтер           | 3:3      | 3:4 (дч) |

### Фінал
| 31 травня 2025 22:00 (CEST) |

| Парі Сен-Жермен                                           | 5:0      | Інтер |
| --------------------------------------------------------- | -------- | ----- |
| - Хакімі 12' - Дуе 20', 63' - Кварацхелія 73' - Меюлю 87' | Протокол |       |

| «Альянц-Арена», Мюнхен Глядачів: 64 327 Арбітр: Іштван Ковач (Румунія) |

## Статистика

### Найкращі бомбардири
| # | Футболіст            | Клуб                | Голи | ХВ   |
| - | -------------------- | ------------------- | ---- | ---- |
| 1 | Серу Гірассі         | Боруссія (Дортмунд) | 13   | 1084 |
| 1 | Рафінья              | Барселона           | 13   | 1225 |
| 3 | Роберт Левандовський | Барселона           | 11   | 985  |
| 3 | Гаррі Кейн           | Баварія             | 11   | 1120 |
| 3 | Лаутаро Мартінес     | Інтер               | 9    | 857  |
| 6 | Ерлінг Голанн        | Манчестер Сіті      | 8    | 771  |
| 6 | Вінісіус Жуніор      | Реал Мадрид         | 8    | 1104 |
| 6 | Усман Дембеле        | Парі Сен-Жермен     | 8    | 1163 |
| 9 | Джонатан Девід       | Лілль               | 7    | 746  |
| 9 | Хуліан Альварес      | Атлетіко (Мадрид)   | 7    | 790  |
| 9 | Вангеліс Павлідіс    | Бенфіка             | 7    | 905  |
| 9 | Кіліан Мбаппе        | Реал Мадрид         | 7    | 1132 |